# コスチューム・ナショナル
コスチューム・ナショナル (CoSTUME NATIONAL) は、ファッションデザイナーのエンニョ・カパサ(Ennio Capasa)（1960年－）が、1986年に創始した、イタリアのファッションブランド。本社はイタリアのミラノ。
レディースウェア、メンズウェアの他にも、靴、鞄、サングラス、アクセサリー、香水、下着などのプロデュースも手掛けている。
ブランド名の由来は、フランスのユニフォームを題材にした本の名前にちなんでいる。
同ブランドのセレブリティ顧客は、ミック・ジャガー、キアヌ・リーブス、キャメロン・ディアスなど。

## 歴史（略歴）
1986年、日本で3年間、山本耀司のもとでアシスタントを務めていたエンニョ・カパサがイタリアに戻り、兄のカルロ・カパサと共にファッションブランド「CoSTUME NATIONAL」を立ち上げ、同年パリのファッションウィークにて、最初のラインとなる、レディース・コレクションを発表。このレディースラインは、現在でも毎年パリで行われるファションウィークにて発表され続けている。
1993年、イタリア・メンズファッション見本市であるピッティ・ウォモ（Pitti Immagine Uomo）にて、同ブランド初となるメンズ・コレクションを発表。メンズ・ラインは、現在でもミラノ・コレクションにて、定期的に発表されている。
1995年、初の旗艦店を、ローマとロサンゼルスに続き、ミラノ、東京、ニューヨークにオープンさせる。
2004年、より若く、幅広い顧客層をターゲットとしたディフュージョン・ライン、C’N’C（シー・エヌ・シー）をスタートさせる。
2010年、イタリア大手のファスト・ファッショングループ、OVS　Industry　との新プロジェクト”E=”(E Equal)を発表。“Democratic Fashion”（ファッションの民主化）をテーマにし、イタリアのハイ・ファッションブランドのテイストを、誰にでも手の届く価格で提供する、新しいファスト・ファッションラインを、2011年2月よりスタートさせる。
2011年、東京・青山にあらたな旗艦店（港区南青山5-4-30）をオープン。同時に、アート、建築、デザイン等、さまざまな分野を横断的に移動しながら、より先鋭的なコンテンツを提供してく為のスペースもオープン。建物の名称は、CoSTUME NATIONAL Aoyama Complex（通称＝CNAC）。

## その他のプロジェクト
2005年、イタリアのオートバイ製造メーカーであるドゥカティ社とコラボレーションし、Tシャツ、ジャケット、ベルト、スニーカーといった限定コレクションを発表。
2006年には、ドゥカティ社のオートバイ車種の一つ、「ドゥカティ・モンスター」の限定モデル、「BLACK DOGO」もデザインしている。
また、2010年8月からは、日本では「インテル」の略称で知られている、イタリア・ミラノを拠点とする名門サッカークラブ、インテルナツィオナーレ（F.C.Internazionale Milan)　の制服（スーツ、ネクタイ、コート、シューズ、帽子、バッグ等）のデザインも手がけている。

## 21周年記念プロジェクト
2007年、ブランド創設21周年記念として、他のブランドとの多数のコラボレーションが発表されている。自動車製造メーカーのアルファロメオとは、車種の一つである147シリーズの限定版を発表。
世界的なウォッカブランドの一つである、V＆S社の「Absolute(アブソルート)」とコラボレーションして、限定のウォッカボトルもデザインしている。
また、「21 CoSTUME NATIONAL」という21周年記念写真集を作成。デザイナーであり、オーナーの一人でもある、エンニョ・カパサのキャリアやこれまでのコレクション等が、200枚の写真でまとめられている。この写真集のために、テリー・リチャードソンやピーター・リンドバーグといった一流のファッションフォトグラファー達が、デザイナー本人の友人でもある、ミック・ジャガーやキャメロン・ディアスなどを撮り下ろしている。

## コスメティック・ライン
2002年には、同ブランド初のフレグランス「SCENT（セント）」を発表。調香師はフェラガモの「インカント」等を手掛けた、IFF社のローラン・ブリュイエール。製造は日本のカネボウ化粧品。同ブランドのフレグランスは、「SCENT GLOSS」、「SCENT INTENSE」、「SCENT SHEER」など、「SCENT」シリーズで一貫されているものが多い。
2009年にはメンズ・フレグランス「HOMME」を発表。同香水は、2010年にはパフューム・アカデミー（Accademia del profumo ）における“Best Made In Italy Product”アワードを受賞している。また、同じ香りのボディローションやシャワークリームも発表している。